# Femen
Kobiecy Ruch Femen (ukr. Жiночий рух Фемен) – radykalnie feministyczna grupa aktywistów, której celem jest ochrona praw kobiet. Składa się głównie ze studentek wyższych uczelni kijowskich, ale uczestniczą w nim też uczennice. Głównymi aktywistkami Femenu są Anna Hucoł, Inna Szewczenko, Aleksandra (Sasza) Szewczenko i Oksana Szaczko. Zyskały one międzynarodową sławę z powodu organizowania kontrowersyjnych protestów topless przeciwko turystyce seksualnej, instytucjom religijnym, seksizmowi i homofobii. Grupa założona została w Kijowie w 2008 roku, obecnie ma siedzibę we Francji.
Grupa Femen opisuje swoją ideologię jako „sekstremizm, ateizm i feminizm”, sprzeciwia się prostytucji, przemocy wobec kobiet, potępia patriarchalizm, krytykuje międzynarodowe agencje matrymonialne i walczy z naruszaniem praw obywatelskich. Aktywistki z grupy Femen były wielokrotnie zatrzymywane przez policję w związku ze swoimi protestami.

## Historia
Grupa Femen została założona przez Annę Hucoł w Kijowie w środowisku studentek w wieku 18–20 lat w roku 2008; jej działalność była początkowo skierowana przeciw narastającej prostytucji i seksturystyce na Ukrainie (spowodowanych rozpadem ZSRR w 1991 roku, pojawieniem się nowych linii lotniczych i początkiem zastoju ekonomicznego). W miarę wzrostu popularności grupa wydatnie rozszerzyła krąg swoich zainteresowań; protesty zaczęły obejmować m.in. nieprawidłowości w przeprowadzaniu wyborów. Ruch zaistniał w mediach dopiero wtedy, gdy jego członkinie zaczęły przeprowadzać akcje protestu w stroju topless. Obecnie Femen ma sekcje w sześciu miastach Ukrainy, a także grupy m.in. na francuskim, hiszpańskim, polskim, portugalskim i rosyjskim portalu Facebook. Obecnie grupa liczy ok. 300 osób, w tym kilku mężczyzn.

## Wybrane akcje

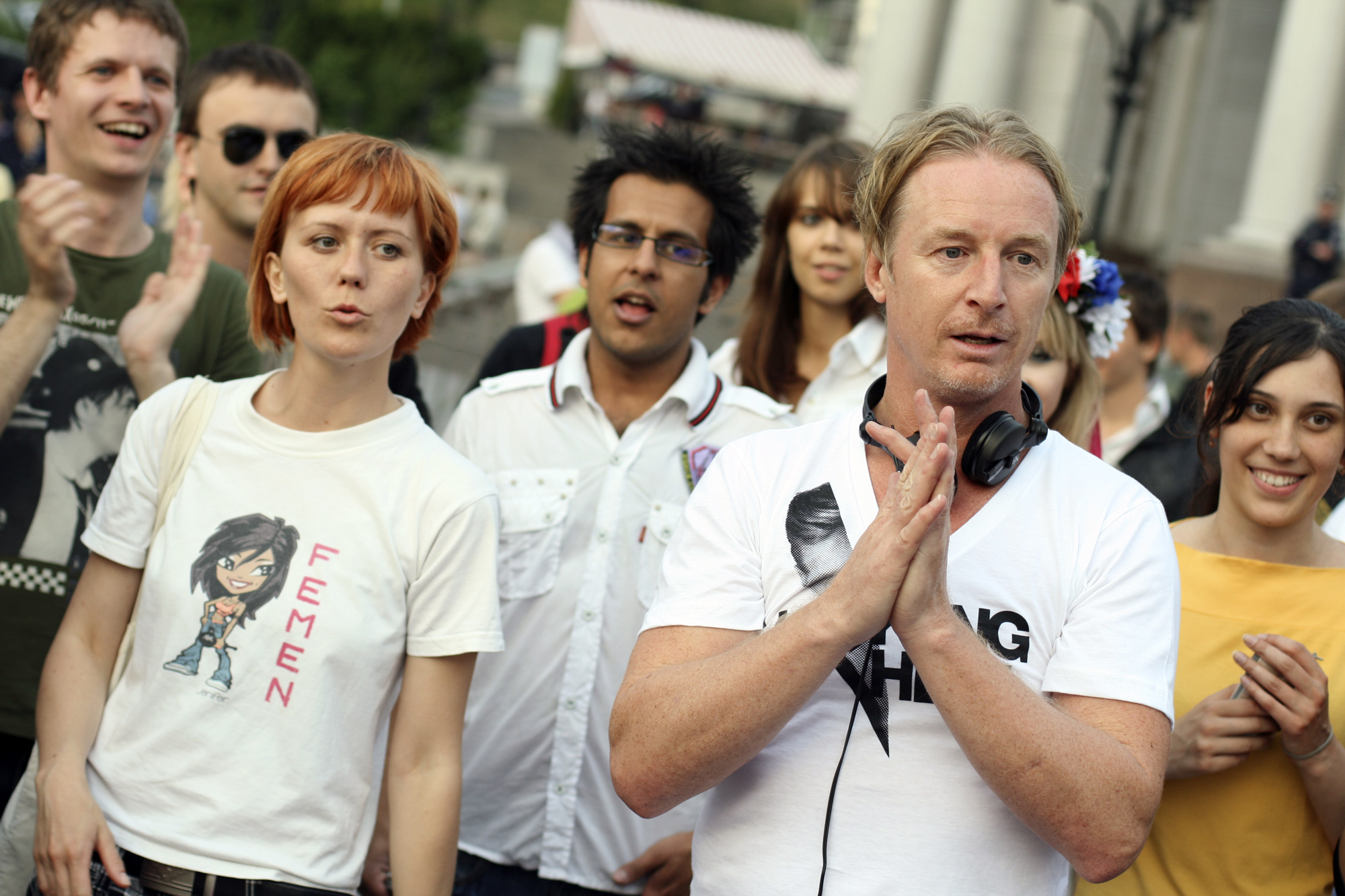
Anna Hucoł i DJ Hell na manifestacji Ukraina nie jest burdelem, skierowanej przeciw turystyce seksualnej i prostytucji; Kijów, 23 maja 2009

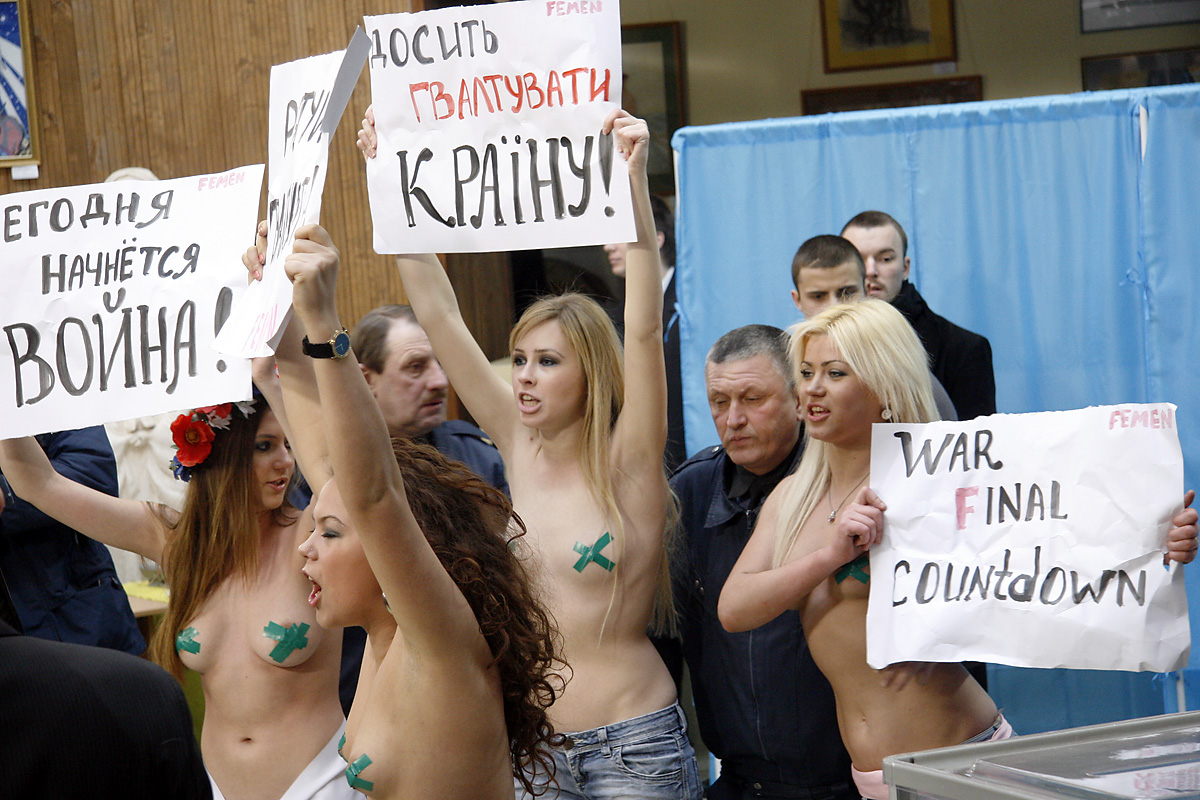
Członkinie Femenu protestujące 7 lutego 2010 przeciwko manipulacjom w demokratycznych wyborach na Ukrainie

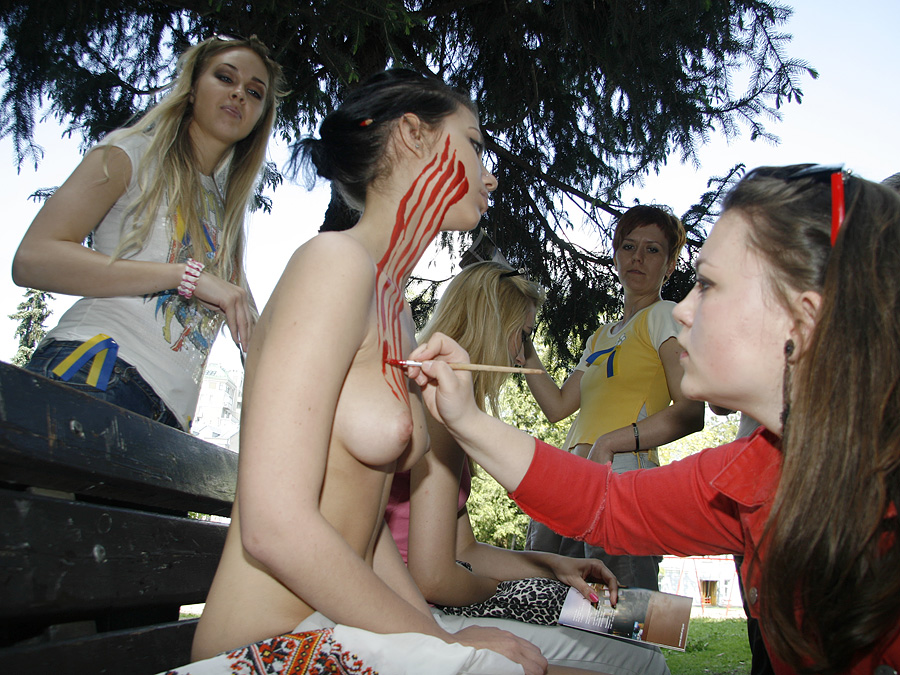
Aktywistka przygotowuje się do protestu przeciw wizycie prezydenta Rosji Dmitrija Miedwiediewa w maju 2010 r.; 15 maja 2010

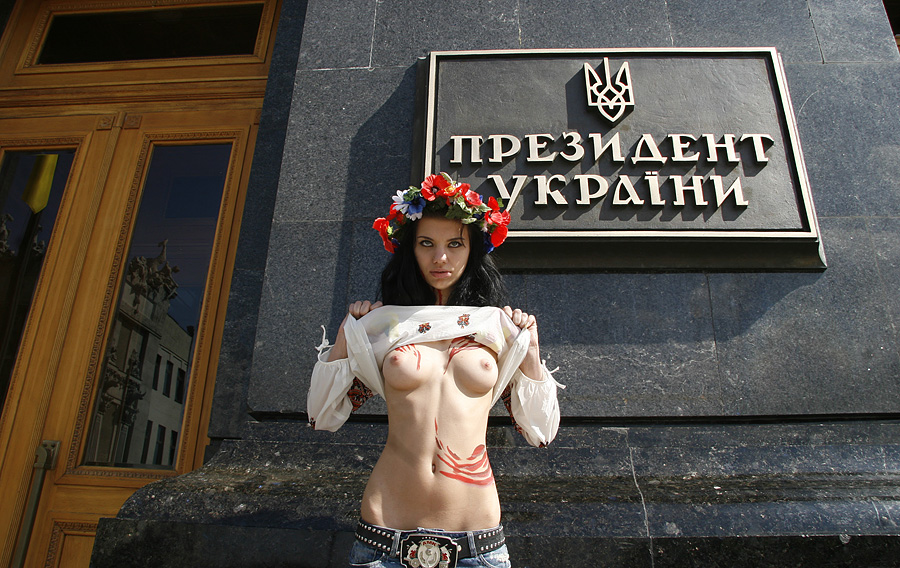
Aktywistka pozuje topless na ulicy Bankowej w Kijowie przed drzwiami gabinetu ukraińskiego prezydenta Wiktora Janukowycza; 15 maja 2010

- W październiku 2009 organizacja przeprowadziła wiec przy budynku Ministerstwa Nauki i Oświaty w Kijowie, domagając się stworzenia komisji w celu zbadania faktu seksualnego molestowania studentek przez wykładowców. Akcja została przeprowadzona w związku z aresztowaniem rektora kijowskiej Akademii transportu wodnego, podejrzanego o kręcenie filmów pornograficznych z udziałem osób małoletnich.
- 15 maja 2010, na 2 dni przed przybyciem z oficjalną wizytą prezydenta Federacji Rosyjskiej Dmitrija Miedwiediewa  aktywistka protestowała topless na ulicy Bankowej w Kijowie przed drzwiami gabinetu ukraińskiego prezydenta Wiktora Janukowycza przeciwko jego prorosyjskiej polityce oraz przeciw wizycie prezydenta Rosji na Ukrainie. Aktywistki uważają, że pogłębienie relacji ukraińsko-rosyjskich zagraża interesom ukraińskich kobiet, które dopiero zaczynają czuć się wolnymi Europejkami[13][14]. Ciało aktywistki pomalowano tak, jakby były na nim ślady pazurów niedźwiedzia. Użyto akurat takiej symboliki, gdyż słowo Miedwiediew przypomina rosyjskie słowo niedźwiedź[15]. Należy też zauważyć, że niedźwiedź jest symbolem Rosji[16][17].
- 6 października 2011 na Placu Świętego Piotra w Watykanie członkinie ruchu zorganizowały akcję protestacyjną przeciwko papieskiej propagandzie patriarchalnej i mizoginistycznej polityce Kościoła katolickiego. Hasła na transparentach głosiły: Freedom for Women i Libere siamo noi. Demonstrantki zostały siłą usunięte z placu[18].
- 29 października 2011 w strojach nowojorskich pokojówek hotelowych aktywistki Femen demonstrowały w Paryżu pod domem Dominique Strauss-Kahna, dyrektora zarządzającego MFW, wcześniej tymczasowo aresztowanego w związku z zarzutem napaści seksualnej na pokojówkę. Strauss-Kahn, Bill Clinton, Silvio Berlusconi – ci panowie stali się symbolem bezkarności wysoko postawionych gwałcicieli, przykładami chuci i zakłamania „elit” politycznych. Strach pomyśleć, że piękna Francja może znaleźć się w rękach starego rozpustnika – powiedziała rzeczniczka prasowa ruchu[19].
- 29 października 2011, w dniu otwarcia Areny Lwów, aktywistki przeprowadziły protest przeciw Euro 2012. Dwie manifestantki zostały aresztowane.
- 9 marca 2012 pod kościołem Hagia Sophia w Stambule obnażone do pasa aktywistki przeprowadziły akcję przeciw przemocy wobec kobiet na świecie[20]. Po zatrzymaniu przez policję aktywistki zostały z Turcji wydalone.
- 4 marca 2012, w dzień wyborów prezydenckich w Rosji, kilkanaście minut po tym, jak głos w budynku głównym Akademii Nauk oddali Władimir Putin wraz z żoną Ludmiłą, trójka aktywistek Femenu podeszła do urny, zrzuciła z siebie górną część odzieży i zaczęła skandować Putin – złodziej! Akcja po kilku minutach została przerwana przez policję[21].
- 15 marca 2012 akcja pod budynkiem Prokuratury Generalnej w Kijowie. Główne żądanie – ukaranie trójki przestępców winnych śmierci 18-letniej Oksany Makar. Oksana została zwabiona do mieszkania jednego ze sprawców, dwukrotnie zbiorowo zgwałcona; następnie sprawcy próbowali spalić dziewczynę. Na skutek ciężkich oparzeń zmarła w trzy tygodnie potem. Grupa Femen zamierza nadać sprawie międzynarodowy rozgłos, by zapobiec, jak się wyrażono, korupcyjnym manewrom. Milicja zatrzymała dwie uczestniczki, trzem udało się zbiec[22].
- 10 kwietnia 2012. Pięć rozebranych do pasa członkiń Femenu weszło na dzwonnicę soboru Mądrości Bożej w Kijowie i zaczęło bić w dzwony. Na ścianie frontowej, działaczki rozwinęły siedmiometrowy transparent z napisem „Stop”. Tym sposobem Femen protestował przeciw zmowie Cerkwi i państwa, mającej na celu pozbawienie kobiet prawa do aborcji. Projekt ustawy antyaborcyjnej, wniesiony przez jednego z członków partii Batkiwszczyna, został zarejestrowany w Radzie Najwyższej 12 marca[23].
- 17 sierpnia 2012 w centrum Kijowa członkinie Femenu ścięły piłą motorową krzyż poświęcony ofiarom NKWD, uzasadniając ten czyn gestem solidarności z członkiniami rosyjskiej grupy Pussy Riot, uznanymi przez nie za „ofiary reżimu putinowsko-cerkiewnego”[24].
- 12 lutego 2013 przed i w Katedrze Notre-Dame w Paryżu odbyła się akcja, celem której było zamanifestowanie zadowolenia z ogłoszonej dzień wcześniej rezygnacji Benedykta XVI z posługi papieskiej, jak też zatwierdzenia kilka dni wcześniej przez parlament Francji projektu ustawy o małżeństwach homoseksualnych. Jedno z haseł głosiło: Pope No More! (Nigdy więcej papieża!)[25][26]. Część manifestacji odbyła się w bezpośredniej bliskości nowych brązowych dzwonów wystawionych na publiczny widok[27] na krótki czas przed ich zainstalowaniem. Dzwony te zostały odlane i zamontowane z okazji 850-lecia istnienia paryskiej katedry[28].
- 24 lutego 2013 – akcja skierowana przeciw politykowi Silvio Berlusconiemu podczas wyborów parlamentarnych we Włoszech. Członkinie Femen otoczyły byłego premiera, kiedy ten wychodził z lokalu wyborczego w Mediolanie, krzycząc Basta Berlusconi! (Berlusconi – Dość!). Takie samo hasło aktywistki Femenu miały wypisane na swoich nagich piersiach. Akcja trwała około dwóch minut. Protestujące zostały obezwładnione przez ochronę i policję[29].
- 23 kwietnia 2013 – cztery półnagie aktywistki Femenu, w trakcie debaty na temat granic bluźnierstwa i wolności słowa odbywającej się na Wolnym Uniwersytecie Brukselskim, zaatakowały prymasa Belgii André-Josepha Léonarda, oblewając go wodą. Jednocześnie wnosiły okrzyki i trzymały transparenty, m.in. z napisem Stop homofobii. Duchowny w trakcie ataku modlił się. Po chwili kilku mężczyzn wyprowadziło kobiety z sali[30].
- 27 lipca 2013 – aktywistki Femenu zostały zatrzymane w Kijowie za chuligaństwo[31].
- 25 grudnia 2017 – półnaga aktywistka Femenu przekroczyła barierki otaczające szopkę bożonarodzeniową na placu św. Piotra w Watykanie, próbując zabrać figurkę Jezusa. Niemal natychmiast została obezwładniona przez policję. Podczas całego zajścia kobieta wykrzykiwała God is woman (Bóg jest kobietą). To samo hasło miała wypisane na swoich odsłoniętych plecach[32].